# La Sirène des tropiques

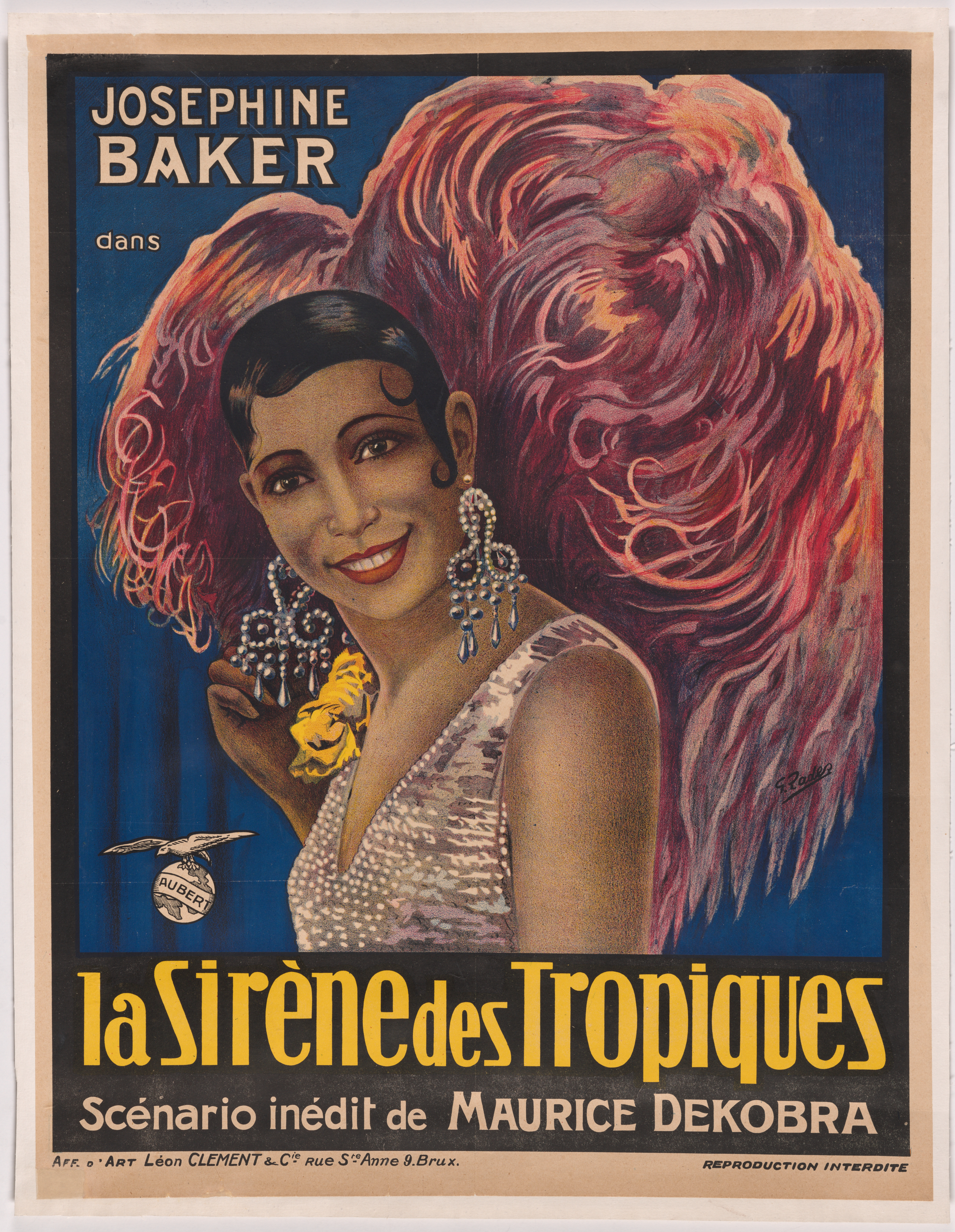
Affiche du film, 1927.

La Sirène des tropiques est une comédie sentimentale française muette réalisée en 1927 par Henri Etiévant et Mario Nalpas.

## Synopsis
Le marquis Severo, un riche Parisien, veut divorcer de sa femme afin de pouvoir épouser sa filleule Denise. Sa femme lui objecte que Denise aime André Berval, un de ses ingénieurs. Le marquis feint d'approuver le mariage et offre même à André de se faire une situation en allant prospecter un terrain qu'il vient d'acquérir aux Antilles.
En secret, Severo écrit à Alvarez, son homme de confiance sur place, pour lui demander de s'assurer qu'André ne reviendra pas en France. Alvarez se révèle un individu brutal et cupide et André intervient lorsqu'Alvarez tente de violer Papitou, une belle jeune indigène. Papitou tombe amoureuse d'André et lui sauve la vie quand Alvarez organise un accident pour le tuer.
Lorsque la femme du marquis et Denise arrivent sur place, André a déjà fait arrêter Alvarez et trouvé la lettre du marquis à Alvarez. Papitou est dépitée de constater qu'André a une fiancée. Elle ne renonce pas et suit André comme passagère clandestine sur le paquebot qui le ramène en France. À Paris, elle est recrutée pour un numéro de music hall, mais elle met comme condition de retrouver André Berval.
L'un des promoteurs du spectacle est un ami du marquis et celui-ci organise la rencontre pendant la fête de fiançailles d'André et Denise. Il accuse alors André d'être l'amant de Papitou et celui-ci doit se battre en duel pour défendre son honneur. Désespéré par le fait que Denise ne veut plus l'épouser, il est prêt à se laisser tuer mais Papitou qui l'a suivi tue le marquis. Papitou et André convainquent Denise qu'il s'agissait d'un coup monté et Papitou s'efface.

## Fiche technique
- Réalisation : Henri Etiévant et Mario Nalpas, assisté de Luis Buñuel
- Scénario : Maurice Dekobra
- Production : La Centrale Cinématographique[1]
- Décors : Eugène Carré, Robert Mallet-Stevens, Pierre Schild
- Direction artistique : Jacques Natanson
- Chef-opérateur : Paul Cotteret, Albert Duverger, Maurice Hennebais
- Pays de production :  France
- Format : Noir et blanc - Muet - 1,33:1 - 35 mm
- Genre : comédie sentimentale
- Durée : 86 minutes
- Date de sortie : 
  - France : 30 décembre 1927

## Distribution
- Joséphine Baker : Papitou, une jeune danseuse noire qui sauve André d'un traquenard et en tombe amoureuse en secret.
- Pierre Batcheff : André Berval, un jeune ingénieur, fiancé à Denise, que le marquis Severo tente d'éloigner d'elle.
- Georges Melchior : le marquis Severo, propriétaire de concessions de minerai au Monte-Puebla, qui convoite sa filleule Denise.
- Régina Thomas : Denise, la filleule de Severo et fiancée d'André.
- Régina Dalthy : la marquise Severo, la femme du marquis dont il veut divorcer pour épouser Denise.
- Adolphe Candé : le directeur.
- Joe Alex
- Janine Borelli : une enfant
- Colette Borelli : une enfant
- Jean Borelli : un enfant
- Georges Legrand : L'officier de marine en second